# Bisdom Atakpamé

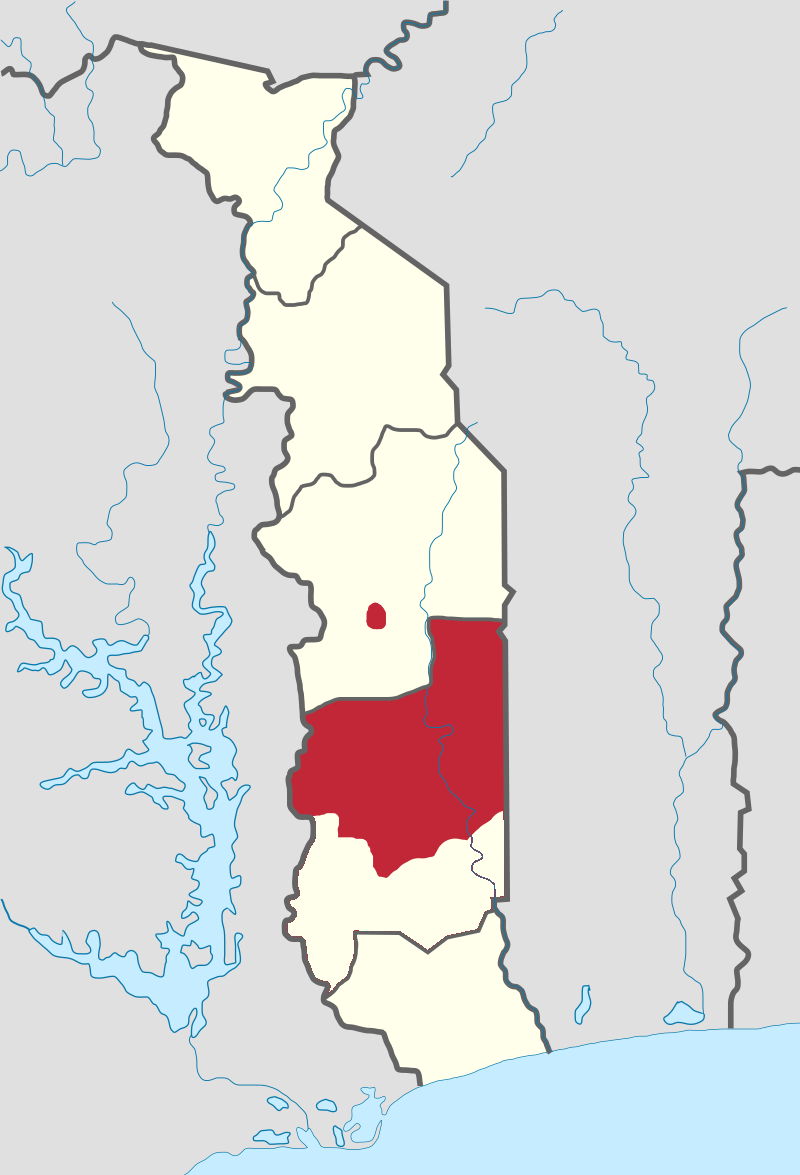
Het bisdom (rood) binnen Togo

Het bisdom Atakpamé (Latijn: Dioecesis Atakpamensis) is een rooms-katholiek bisdom met als zetel Atakpamé in Togo. Het is een suffragaan bisdom van het aartsbisdom Lomé. Het bisdom werd opgericht in 1964. De hoofdkerk is de kathedraal Notre-Dame-de-la-Trinité.
In 2020 telde het bisdom 40 parochies. Het bisdom heeft een oppervlakte van 13.900 km² en omvat de prefecturen Ogou, Amou, Wawa en Est-Mono (regio Plateaux) en de prefectuur Blitta in de regio Centrale. Het bisdom telde in 2020 999.000 inwoners waarvan 34,4% rooms-katholiek was.

## Bisschoppen
- Bernard Oguki-Atakpah (1964-1976)
- Philippe Fanoko Kossi Kpodzro (1976-1992)
- Julien Mawule Kouto (1993-2006)
- Nicodème Anani Barrigah-Benissan (2008-2019)
- Moïse Messan Touho (2022-)